# Misión sui iuris de las Islas Caimán
La misión sui iuris de las Islas Caimán (en latín: Missio sui iuris insularum Cayanensium y en inglés: Catholic mission sui iuris of the Cayman Islands) es una circunscripción eclesiástica de la Iglesia católica en las Islas Caimán. Se trata de una misión sui iuris latina, inmediatamente sujeta a la Santa Sede y agregada a la provincia eclesiástica de la arquidiócesis de Kingston en Jamaica. Desde el 11 de febrero de 2025 su superior es el arzobispo Edward Joseph Weisenburger.

## Territorio y organización
La misión sui iuris tiene 268 km² y extiende su jurisdicción sobre los fieles católicos de rito latino residentes en las Islas Caimán, un territorio de ultramar del Reino Unido.
La sede de la misión sui iuris se encuentra en la ciudad de la George Town, en la isla Gran Caimán, en donde se halla la iglesia de San Ignacio de Loyola. Desde su erección la misión sui iuris está encomendada al cuidado pastoral de la arquidiócesis de Detroit en Estados Unidos, cuyo arzobispo es el superior eclesiástico de la misión.
En 2022 la misión sui iuris solo tenía la parroquia de San Ignacio de Loyola, de la cual depende la iglesia de Stella Maris, en la isla Caimán Brac, y la iglesia de Cristo Redentor en West Bay, en la isla Gran Caimán.

## Historia
La iglesia de San Ignacio de Loyola fue erigida en 1950.
La misión sui iuris de las Islas Caimán fue erigida el 14 de julio de 2000 desmembrando territorio de la arquidiócesis de Kingston en Jamaica. 

## Estadísticas
Según el Anuario Pontificio 2023 la misión sui iuris tenía a fines de 2022 un total de 9159 fieles bautizados.
| Año                                                                             | Población            | Población | Población      | Sacerdotes | Sacerdotes    | Sacerdotes    | Bautizados por sacerdote | Diáconos permanentes | Religiosos | Religiosos | Parroquias |
| Año                                                                             | Bautizados católicos | Total     | % de católicos | Total      | Clero secular | Clero regular | Bautizados por sacerdote | Diáconos permanentes | Varones    | Mujeres    | Parroquias |
| ------------------------------------------------------------------------------- | -------------------- | --------- | -------------- | ---------- | ------------- | ------------- | ------------------------ | -------------------- | ---------- | ---------- | ---------- |
| 2001                                                                            | 4000                 | 33 000    | 12.1           | 1          | 1             |               | 4000                     | 1                    |            |            | 1          |
| 2002                                                                            | 4304                 | 39 029    | 11.0           | 3          | 3             |               | 1434                     |                      |            |            | 3          |
| 2004                                                                            | 4304                 | 39 029    | 11.0           | 2          | 2             |               | 2152                     |                      |            |            | 1          |
| 2007                                                                            | 5541                 | 52 465    | 10.5           | 1          |               | 1             | 5541                     | 1                    | 3          |            | 2          |
| 2010                                                                            | 6689                 | 58 548    | 11.4           | 2          | 1             | 1             | 3344                     | 1                    | 1          |            | 2          |
| 2014                                                                            | 7000                 | 55 517    | 12.6           | 3          | 1             | 2             | 2333                     | 1                    | 4          |            | 1          |
| 2017                                                                            | 7000                 | 55 517    | 12.6           | 2          |               | 2             | 3500                     |                      | 2          | 1          | 1          |
| 2020                                                                            | 9280                 | 65 813    | 14.1           | 2          |               | 2             | 4640                     |                      | 2          |            | 1          |
| 2022                                                                            | 9159                 | 64 958    | 14.1           | 2          |               | 2             | 4579                     |                      | 2          |            | 1          |
| Fuente: Catholic-Hierarchy, que a su vez toma los datos del Anuario Pontificio. |                      |           |                |            |               |               |                          |                      |            |            |            |

## Episcopologio
- Adam Joseph Maida (14 de julio de 2000-5 de enero de 2009 retirado)
- Allen Henry Vigneron (5 de enero de 2009-11 de febrero de 2025 retirado)
- Edward Joseph Weisenburger, desde el 11 de febrero de 2025